# Rochechinard
Rochechinard est une commune française située dans le département de la Drôme, en région Auvergne-Rhône-Alpes.

## Géographie

### Situation et description
Rochechinard est une petite commune à l'aspect essentiellement rural. Elle est rattachée à la communauté de communes du Royans-Vercors, dans la partie septentrionale du département de la Drôme. Elle est située à 5 km à l'ouest de Saint-Jean-en-Royans et à 26 km à l'est de Romans-sur-Isère.

### Relief et géologie
Sur une surface de 978 hectares, le territoire de Rochechinard connaît un fort dénivelé (Musan 1 250 m).

Il est organisé en deux espaces distincts : une zone montagneuse au-dessus de 600 m d'altitude (boisement important et très faible densité d'habitat) et une zone comprise entre 250 et 600 m au relief plus doux, où se concentrent l'activité agricole et la population[réf. nécessaire].
Sites particuliers :
- Bégealat (1 016 m) ;
- les Essarts (856 m) ;
- les Ricoires (840 m) ;
- Pas de la Brebis ;
- Pas du Mai ;
- Petit Musan (1 137 m) ;
- Roches Corbières ;
- Serre de Crève-Cœur (1 099 m).

#### Géologie
Le socle naturel est formé de roches calcaires dites « urgoniennes », comme les falaises de Combe Laval ou les gorges de la Bourne mais, ici, les couches géologiques ont été plissées et brisées, à l'occasion d'événements tectoniques survenus il y a 70, 20 et 10 millions d'années et liés à la surrection des Alpes. L'érosion des reliefs et le remplissage des creux par des dépôts sableux ont donné l'aspect actuel du relief[réf. nécessaire].

### Hydrographie
La commune est arrosée par les cours d'eau suivants :
- Ravin de Maraval[1] ;
- Ruisseau de la Prune[1].

Elle dispose de nombreuses sources : source de la Selle, etc.

### Climat
Pour des articles plus généraux, voir Climat d'Auvergne-Rhône-Alpes et Climat de la Drôme.
En 2010, le climat de la commune est de type climat océanique altéré, selon une étude du Centre national de la recherche scientifique s'appuyant sur une série de données couvrant la période 1971-2000. En 2020, Météo-France publie une typologie des climats de la France métropolitaine dans laquelle la commune est exposée à un climat de montagne ou de marges de montagne et est dans la région climatique  Alpes du nord, caractérisée par une pluviométrie annuelle de 1 200 à 1 500 mm, irrégulièrement répartie en été. 
Pour la période 1971-2000, la température annuelle moyenne est de 12,3 °C, avec une amplitude thermique annuelle de 17,5 °C. Le cumul annuel moyen de précipitations est de 1 090 mm, avec 8,9 jours de précipitations en janvier et 6,1 jours en juillet. Pour la période 1991-2020, la température moyenne annuelle observée sur la station météorologique de Météo-France la plus proche, « Saint-Jean-en-Royans », sur la commune de Saint-Jean-en-Royans à 4 km à vol d'oiseau, est de 12,3 °C et le cumul annuel moyen de précipitations est de 1 136,1 mm,. Pour l'avenir, les paramètres climatiques de la commune estimés pour 2050 selon différents scénarios d'émission de gaz à effet de serre sont consultables sur un site dédié publié par Météo-France en novembre 2022.

## Urbanisme

### Typologie
Au 1er janvier 2024, Rochechinard est catégorisée commune rurale à habitat dispersé, selon la nouvelle grille communale de densité à 7 niveaux définie par l'Insee en 2022.
Elle est située hors unité urbaine et hors attraction des villes,.

### Occupation des sols
L'occupation des sols de la commune, telle qu'elle ressort de la base de données européenne d’occupation biophysique des sols Corine Land Cover (CLC), est marquée par l'importance des forêts et milieux semi-naturels (71,7 % en 2018), une proportion sensiblement équivalente à celle de 1990 (71 %). La répartition détaillée en 2018 est la suivante : forêts (71,1 %), zones agricoles hétérogènes (19,7 %), terres arables (4,4 %), prairies (4,2 %), milieux à végétation arbustive et/ou herbacée (0,6 %). L'évolution de l’occupation des sols de la commune et de ses infrastructures peut être observée sur les différentes représentations cartographiques du territoire : la carte de Cassini (XVIIIe siècle), la carte d'état-major (1820-1866) et les cartes ou photos aériennes de l'IGN pour la période actuelle (1950 à aujourd'hui).

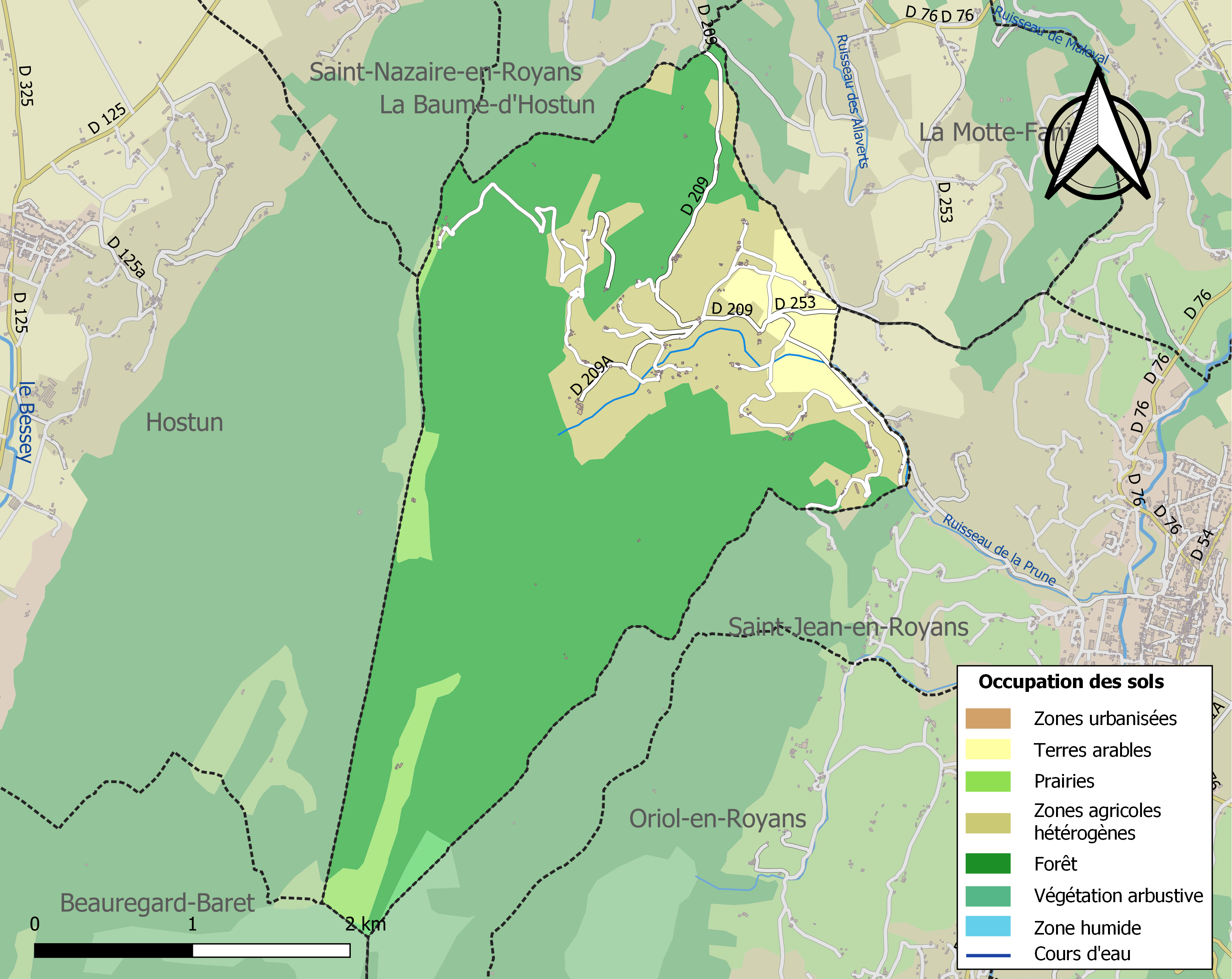
Carte des infrastructures et de l'occupation des sols de la commune en 2018 (CLC).

### Morphologie urbaine

#### Quartiers, hameaux et lieux-dits
Site Géoportail (carte IGN) :
- Belle Combe
- Bois Savoyard
- Champ Doyon
- Champ du Puits
- Château de Rochechinard (ruines)
- Grand-Grange
- Laragnolle
- l'Eau Basse
- le Carré
- Léché
- le Chaumates
- le Devès
- le Fayet
- les Aillauds
- les Gérys
- les Grandes Étoubles
- les Massots
- les Massotiers
- les Merles
- les Motinières
- les Niquets
- les Pègues
- les Revols
- les Robins
- Pierrefeu
- Pré de Cinq Sous
- Pré Imbert
- Six Liards
- Source de la Selle

Anciens quartiers, hameaux et lieux-dits :
- les Aillauds est un quartier attesté en 1891[13].

### Voies de communication et transports
La commune est desservie par la route départementale D 209.

## Toponymie

### Attestations
Dictionnaire topographique du département de la Drôme :
- 1174 : Rochechinart et de Ruppe Chinardo (cartulaire de Léoncel, 24) ;
- 1265 : castrum Rupis Sinardi (cartulaire de Léoncel, 218) ;
- 1266 : Rochechinart (inventaire des dauphins, 1706) ;
- 1268 : castrum de Rupe Chinart (inventaire des dauphins, 232) ;
- 1272 : castrum Ruppis Chinardi (inventaire des dauphins, 232) ;
- 1308 : mention du mandement : mandamentum Rupis Chinardi (archives des Bouches-du-Rhône, mss. de Chantelou) ;
- XIVe siècle : mention de la paroisse : capella Ruppis Chinardi (pouillé de Valence) ;
- 1450 : Rochichinart (d'Hozier, V, 340) ;
- 1540 : mention de la paroisse : cura Rupischinardi (rôle de décimes) ;
- 1891 : Rochechinard, commune du canton de Saint-Jean-en-Royans.

## Histoire

### Du Moyen Âge à la Révolution
C'est probablement à la fin du XIe siècle ou au début du XIIe siècle que la famille des seigneurs du Royans choisit d'installer un premier château. Les montagnes de Rochechinard forment alors un espace de circulation important pour les transhumances vers la plaine rhodanienne[réf. nécessaire].
Les seigneurs du Royans cèdent en 1250 la terre aux Dauphins[réf. nécessaire].
La seigneurie :
- Au point de vue féodal, Rochechinard était une terre (ou seigneurie) du mandement de Saint-Nazaire-en-Royans, appartenant aux dauphins.
- 1317 : les dauphins la démembrent de ce mandement et la donnent aux Curtel.
- 1367 : les dauphins la donnent aux Alleman en échange de la terre de Saint-Thomas.
- 1540 : elle est acquise par les Mosnier.
- Vers 1560 : vendue aux Barral, derniers seigneurs.

Autre version[réf. nécessaire] :
- En 1340, la terre est rachetée par la puissante famille Alleman qui la conservent jusqu'en 1547. Les limites de la future commune, fixés par eux en 1367 ne bougeront plus. Cette famille marque l'histoire du lieu, avec la reconstruction du château, le passage d'un prince turc, et deux frères illustres : Charles Alleman (vers 1435-1512), chevalier hospitalier, prieur de Provence, et Antoine Allemand (vers 1430-1493), évêque de Cahors.
- En 1547, après une série de successions difficiles, les Alleman vendent leur fief à Claude Mosnier, maître de la Monnaie à Romans-sur-Isère. Ce roturier sera anobli pour sa fidélité au roi pendant les guerres de Religion.
- De 1572 à 1590, les Mosnier assurent, avec l'aide de quelques soldats demandés au roi, le maintien d'une petite garnison catholique au château.
- À partir du XVIIe siècle, les Mosnier délaissent Rochechinard au profit de leur demeure de Romans et ils s'éteignent en 1690 avec la mort, au siège d'Huningue, d'Alphonse, capitaine de cavalerie.
- Joseph de Barral, président du parlement de Grenoble, maître de forges et richissime seigneur d'Allevard, rachète sur les conseils de son cousin germain, le cardinal de Tencin, le fief de Rochechinard pour 50 000 livres. Les Barral viennent peu sur place et se contentent de percevoir les revenus agricoles et ceux des péages du fer sur l'Isère, métal dont ils possèdent les mines du mandement d'Allevard et dont ils cherchent à contrôler le trafic en amont et en aval de la fonderie royale de canons de Saint-Gervais.
- En 1749, le fief de Rochechinard est dévolu au troisième fils de Joseph de Barral, le conseiller Charles Gabriel Justin de Barral de Rochechinard.

Démographie :
- 1688 : 70 habitants.
- 1789 : 90 chefs de famille.

Avant 1790, Rochechinard était une communauté de l'élection et subdélégation de Valence et du bailliage de Saint-Marcellin.

Elle formait une paroisse du diocèse de Valence, dont les dîmes appartenaient au curé.

Le mandement de Rochechinard avait la même étendue que la communauté de ce nom.

#### Le prince turc Zizim
XVe siècle : le prince turc Djem Sultan, dit « Zizim » (1458-1495), fils de Mehmed II (le conquérant de Constantinople), écarté du pouvoir par son frère Bayézid II, se réfugia, en 1482, auprès des Hospitaliers de l'ordre de Saint-Jean de Jérusalem à Rhodes. Il demanda leur aide pour gagner les Balkans où il avait des partisans. Le grand maître confia alors le prince à la garde de trois chevaliers, dont Charles Alleman de Rochechinard, alors commandeur de la commanderie de Poët-Laval.

Leur mission était d’escorter Djem en France, sous le prétexte (entre autres) de lui faire rencontrer le roi. Le but était en réalité de le retenir prisonnier et de l'utiliser comme otage afin de se prémunir des attaques de Bayezid sur Rhodes. Débarqué à Villefranche-sur-Mer, Djem fut d'abord conduit dans la commanderie savoyarde des Échelles, via l'Italie, puis les chevaliers l'embarquèrent sur l'Isère à Saint-Quentin-sur-Isère afin de gagner la vallée du Rhône et, de là, la commanderie du Poët-Laval. À la fin de l'été 1483, alors que la nouvelle de la mort du roi Louis XI parvint à Charles Alleman, les chevaliers désarmèrent l'escorte du prince. En plein hiver 1483-1484, quittant le Poët-Laval, le commandeur amena Zizim « dans un fort sur un rocher nommé Rosinul » (Rochechinard dans une chronique turque)[réf. nécessaire].

Le fait historique devint une légende : le prince demeura quelques mois dans le château. Des descriptions du XVIIe siècle mentionnent une « salle du Turc ».

Au printemps 1484, le prince est logé dans le château de la Bâtie-en-Royans, aujourd'hui disparu, qui était situé dans l'actuelle commune de Saint-Laurent-en-Royans. Il était la possession de la famille de Sassenage, traditionnel allié de la famille Alleman.

« Le châtelain du lieu avait une aimable fille sans pareille. Entre celle-ci et Djem naquit un amour réciproque ». Voici comment en une ligne la chronique turque des Vaki-at i sultan Cem résume l'idylle de Zizim et de Philippe-Hélène de Sassenage. Après quatre ou cinq mois de séjour dans le Royans, le prince fut amené à Bourganeuf (Creuse) dans la tour Zizim où il demeura jusqu'en 1488, date à laquelle il fut confié au pape à Rome. En 1495 Charles VIII, allant conquérir le royaume de Naples, demanda à Alexandre VI Borgia la garde du précieux otage. Djem mourut avant d’arriver à Naples dans des circonstances obscures (poison ?).

Ce prince défraiera la chronique. Plus tard, lorsque George Sand découvrit les tapisseries de La Dame à la licorne, exposées depuis au musée de Cluny, elle pensa qu'elles avaient été commandées par le prince Zizim.

### De la Révolution à nos jours
En 1790, la commune fait partie du canton de Saint-Jean-en-Royans.
La commune connaît au XIXe siècle son plein essor démographique et une éphémère activité de production de pierre marbrière (« brèche » utilisé à Notre-Dame de Fourvière.)[réf. nécessaire].
1914 (démographie) : 243 habitants. 72 hommes de plus de 21 ans sont inscrits sur la liste électorale, 46 d'entre eux ont été mobilisés pendant la guerre (dont neuf sont morts pour la patrie)[réf. nécessaire].

## Politique et administration

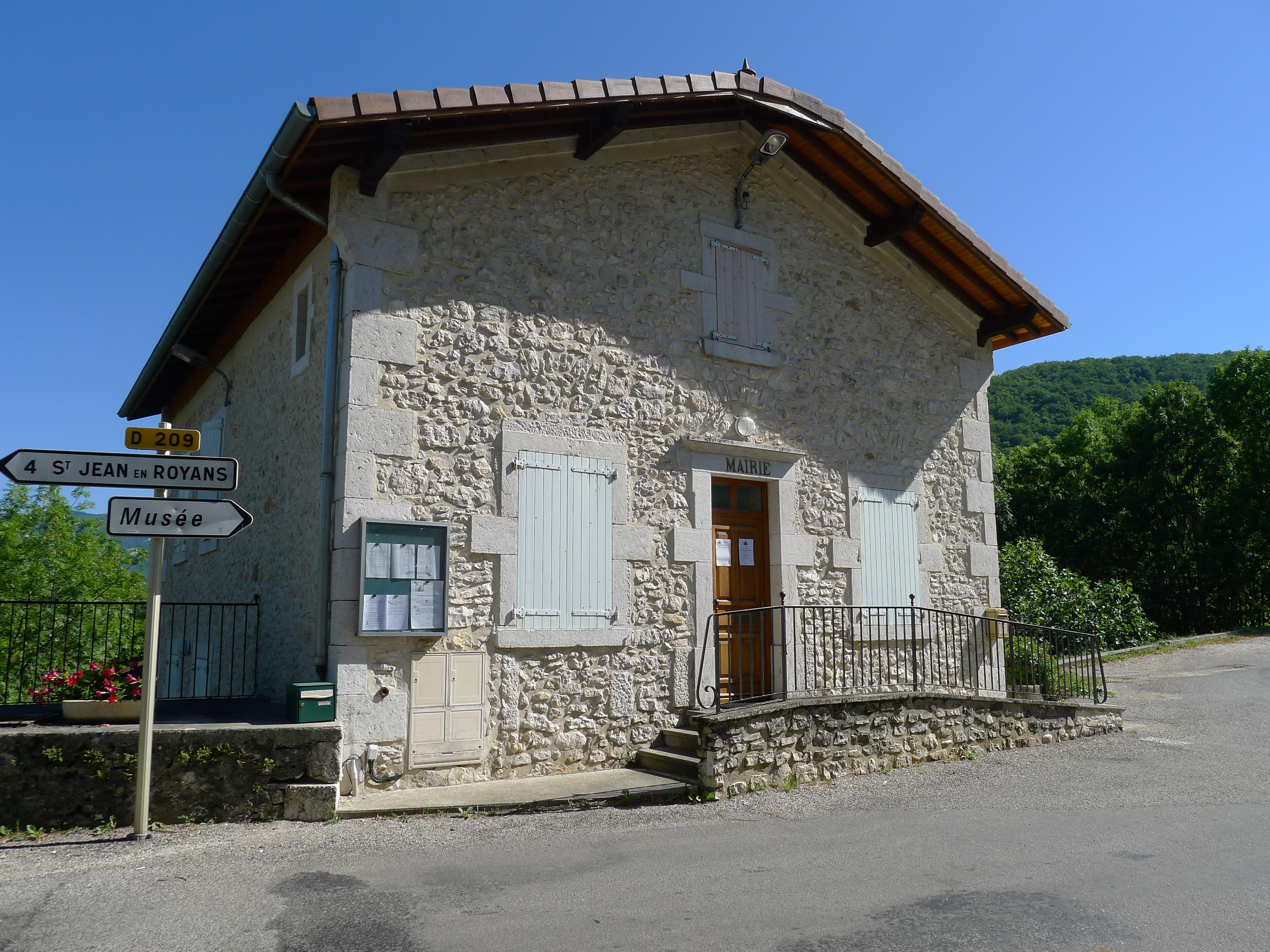
La mairie.

### Liste des maires
| Période                                                                      | Période                       | Identité                            | Étiquette | Qualité |
| ---------------------------------------------------------------------------- | ----------------------------- | ----------------------------------- | --------- | --- |
| Les données manquantes sont à compléter. : de la Révolution au Second Empire |                               |                                     |           | |
| 1793                                                                         | 1813                          | Joseph Pinat                        |           | officier public (1793-an IV) agent municipal (an IV-an VIII) lors de la municipalité de canton maire (an VIII-1813) après la loi du 28 pluviôse an VIII. |
| 1813                                                                         | 1822                          | Jean Bletton                        |           | |
| 1822                                                                         | 1831                          | Jean-Antoine Fombonne               |           | agriculteur |
| 1831                                                                         | 1835                          | Antoine Charve                      |           | agriculteur |
| 1835                                                                         | 1839                          | Louis Merle                         |           | |
| 1839                                                                         | 1843                          | Pierre Martin                       |           | |
| 1843                                                                         | 1847                          | Jean-Antoine Fombonne               |           | agriculteur |
| 1847                                                                         | 1852                          | Louis Allemand                      |           | |
| 1852                                                                         | 1871                          | Désiré Tardy                        |           | |
| Les données manquantes sont à compléter. : depuis la fin du Second Empire    |                               |                                     |           | |
| 1871                                                                         | 1874                          | Désiré Tardy                        |           | maire sortant |
| 1874                                                                         | 1878                          | Désiré Tardy                        |           | maire sortant |
| 1878                                                                         | 1884                          | Désiré Tardy                        |           | maire sortant |
| 1884                                                                         | 1888                          | Ferdinand Villard                   |           | agriculteur |
| 1888                                                                         | 1892                          | Désiré Tardy                        |           | |
| 1892                                                                         | 1896                          | Ferdinand Villard                   |           | agriculteur |
| 1896                                                                         | 1900                          | Ferdinand Villard                   |           | maire sortant |
| 1900                                                                         | 1904                          | Jean-Pierre-Joseph Ezingeard        |           | |
| 1904                                                                         | 1908                          | Jules Villard                       |           | agriculteur |
| 1908                                                                         | 1912                          | Jules Villard                       |           | maire sortant |
| 1912                                                                         | 1919                          | Jules Villard                       |           | maire sortant |
| 1919                                                                         | 1925                          | Louis Buissonet                     |           | |
| 1925                                                                         | 1929                          | Régis Derbier                       |           | agriculteur |
| 1929                                                                         | 1935                          | Régis Derbier                       |           | maire sortant |
| 1935                                                                         | 1944                          | Régis Derbier                       |           | maire sortant |
| 1944 (élection ?)                                                            | 1945                          | Julien Antelme                      |           | agriculteur |
| 1945                                                                         | 1947                          | Léon Fombonne                       |           | agriculteur |
| 1947                                                                         | 1953                          | Léon Fombonne                       |           | maire sortant |
| 1953                                                                         | 1959                          | Léon Fombonne                       |           | maire sortant |
| 1959                                                                         | 1965                          | Léon Fombonne                       |           | maire sortant |
| 1965                                                                         | 1971                          | Léon Fombonne                       |           | maire sortant |
| 1971                                                                         | 1977                          | Léon Fombonne                       |           | maire sortant |
| 1977                                                                         | 1983                          | Roland Cottin                       |           | agriculteur |
| 1983                                                                         | 1989                          | Roland Cottin                       |           | maire sortant |
| 1989                                                                         | 1995                          | Roland Cottin                       |           | maire sortant |
| 1995                                                                         | 2001                          | Roland Cottin                       |           | maire sortant |
| 2001                                                                         | 2008                          | Roland Cottin                       |           | maire sortant |
| 2008                                                                         | 2014                          | Luc Villard                         |           | enseignant |
| 2014                                                                         | 2020                          | Claude Antelme                      |           | directeur d'association d'insertion professionnelle |
| 2020                                                                         | En cours (au 28 janvier 2021) | Claude Antelme[source insuffisante] |           | maire sortant |

### Politique environnementale

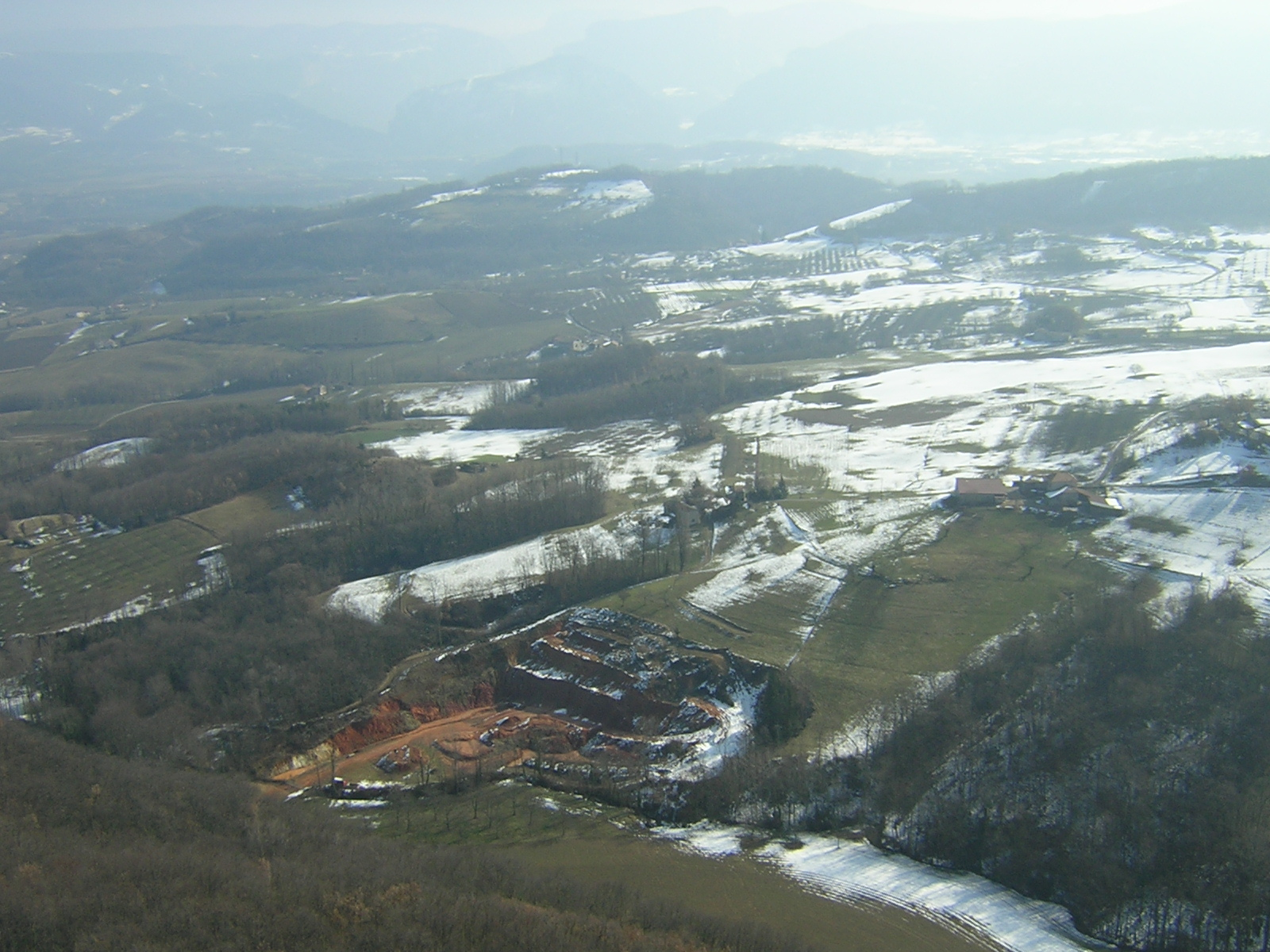
La carrière vue du ciel.

L'environnement est aujourd'hui menacé par le projet d'ouverture d'une carrière à ciel ouvert de sables siliceux[réf. nécessaire].
La commune dispose d'une station d'épuration des eaux.

## Population et société

### Démographie
L'évolution du nombre d'habitants est connue à travers les recensements de la population effectués dans la commune depuis 1793. Pour les communes de moins de 10 000 habitants, une enquête de recensement portant sur toute la population est réalisée tous les cinq ans, les populations de référence des années intermédiaires étant quant à elles estimées par interpolation ou extrapolation. Pour la commune, le premier recensement exhaustif entrant dans le cadre du nouveau dispositif a été réalisé en 2008.

En 2022, la commune comptait 130 habitants, en évolution de +13,04 % par rapport à 2016 (Drôme : +2,64 %, France hors Mayotte : +2,11 %).
| 1793 | 1800 | 1806 | 1821 | 1831 | 1836 | 1841 | 1846 | 1851 |
| ---- | ---- | ---- | ---- | ---- | ---- | ---- | ---- | ---- |
| 344  | 304  | 353  | 387  | 424  | 409  | 415  | 434  | 385  |

| 1856 | 1861 | 1866 | 1872 | 1876 | 1881 | 1886 | 1891 | 1896 |
| ---- | ---- | ---- | ---- | ---- | ---- | ---- | ---- | ---- |
| 386  | 368  | 363  | 308  | 321  | 333  | 310  | 280  | 263  |

| 1901 | 1906 | 1911 | 1921 | 1926 | 1931 | 1936 | 1946 | 1954 |
| ---- | ---- | ---- | ---- | ---- | ---- | ---- | ---- | ---- |
| 254  | 234  | 232  | 183  | 184  | 168  | 158  | 158  | 137  |

| 1962 | 1968 | 1975 | 1982 | 1990 | 1999 | 2006 | 2008 | 2013 |
| ---- | ---- | ---- | ---- | ---- | ---- | ---- | ---- | ---- |
| 114  | 101  | 103  | 107  | 118  | 113  | 103  | 100  | 106  |

| 2018 | 2022 | - | - | - | - | - | - | - |
| ---- | ---- | - | - | - | - | - | - | - |
| 125  | 130  | - | - | - | - | - | - | - |

### Enseignement
La commune est rattachée à l'académie de Grenoble.

### Manifestations culturelles et festivités
- Fête : le dimanche après le 23 avril[21].
- Un spectacle son et lumière (en 1992 : du 1er au 15 juillet et du 1er au 15 août)[21] attirant près de 4 000 spectateurs par an de 1972 à 1990[réf. nécessaire].

### Loisirs
- Randonnées, dont celle vers les rochers du Pré-de-Cinq-Sous dominant les vallées du Rhône et de l'Isère[21].

GR de Pays Tour des Monts du Matin.

### Médias
La commune est située dans l'aire de distribution du quotidien régional Le Dauphiné libéré.
La commune est située sur l'aire de diffusion de Ici Drôme Ardèche, une radio publique également diffusée sur tout le territoire du département de la Drome et de l'Ardèche.

## Économie

### Agriculture
En 1992 : pâturages (bovins).

Élevage bovin et ovin, arboriculture (noix de Grenoble) et cultures vivrières[réf. nécessaire].

### Industrie et artisanat
Une ancienne carrière est située sur la commune.

### Tourisme
- Gîtes[réf. nécessaire] ;
- Randonnées : le GR de Pays Tour des Monts du Matin[1].

## Culture locale et patrimoine

### Lieux et monuments
- Château ruiné du XIe siècle sur un éperon isolé : tour polygonale, grosse tour circulaire du XVe siècle[21].

Le château de Rochechinard fut probablement construit à la fin du XIe siècle ou au début du XIIe siècle. Il a été profondément modifié et élargi au XVe siècle par la famille Alleman. Propriété de la famille Mosnier de Rochechinard à partir du XVIe siècle, il sera abandonné au début du XVIIIe siècle. Au début du XXIe siècle, des travaux de consolidation ont été réalisés[réf. nécessaire].
- L'église, l'ancien presbytère et le cimetière sont en contrebas du château[réf. nécessaire].
- Église Saint-Georges de Rochechinard du XVe siècle (remaniée)[21].

La première église fut probablement celle du château, sous le vocable de Saint-Georges qui fut transféré au XIIIe siècle à l'église paroissiale. C'est peut-être son effigie qui ornait la fresque du tympan de la porte d’entré, protégé autrefois par un auvent. Lieu de sépulture privilégié pour les seigneurs, un à quatre prêtres desservaient au XVIe siècle cette église et ses chapelles Sainte-Marie et Saint-Jacques[réf. nécessaire].

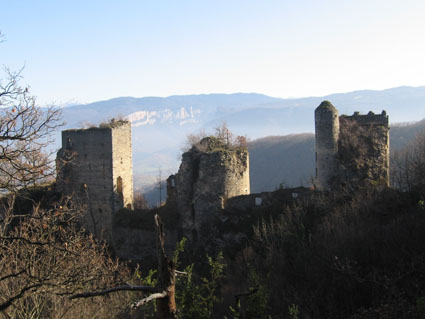
Le château de Rochechinard.
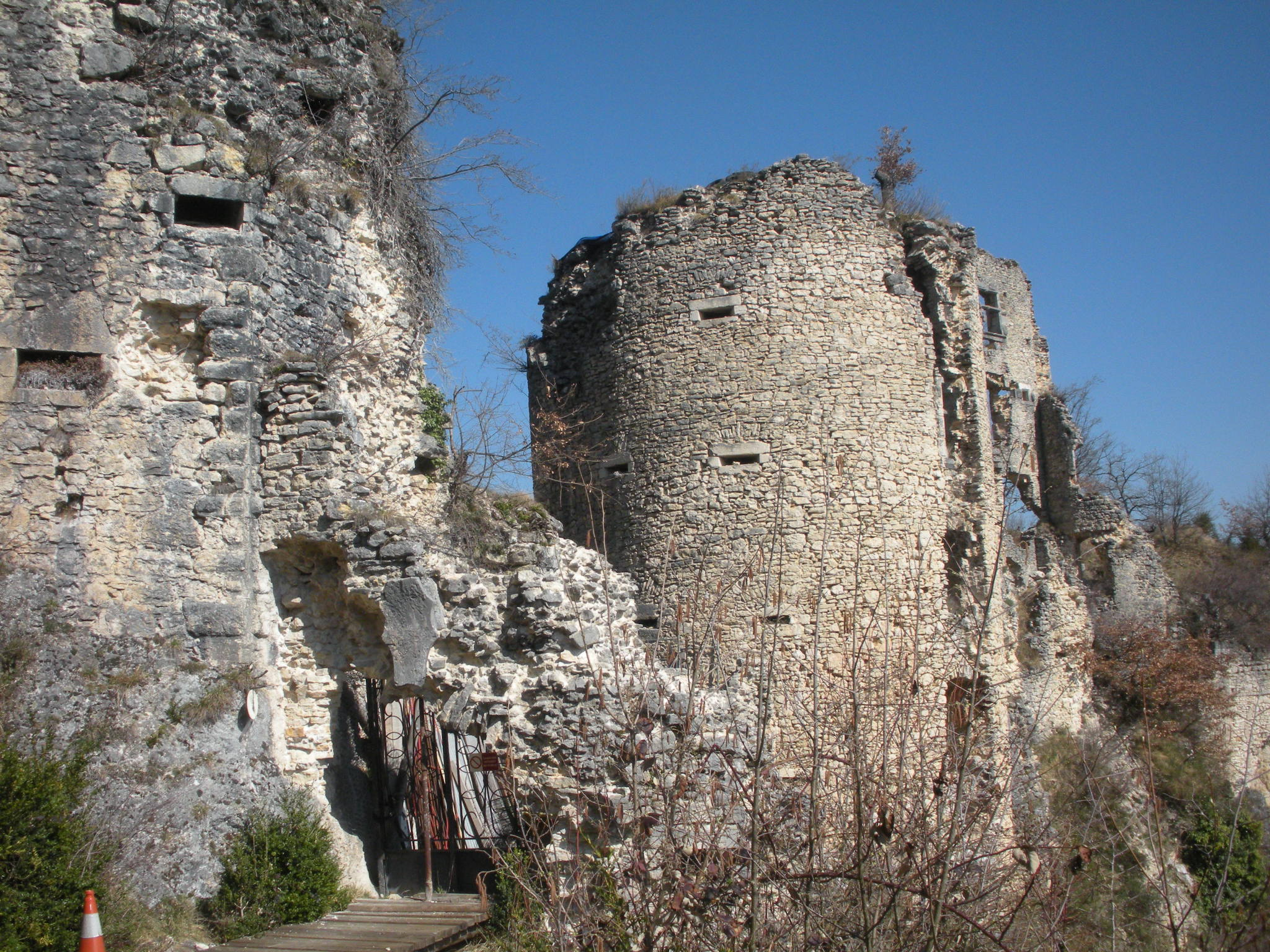
Entrée du château.
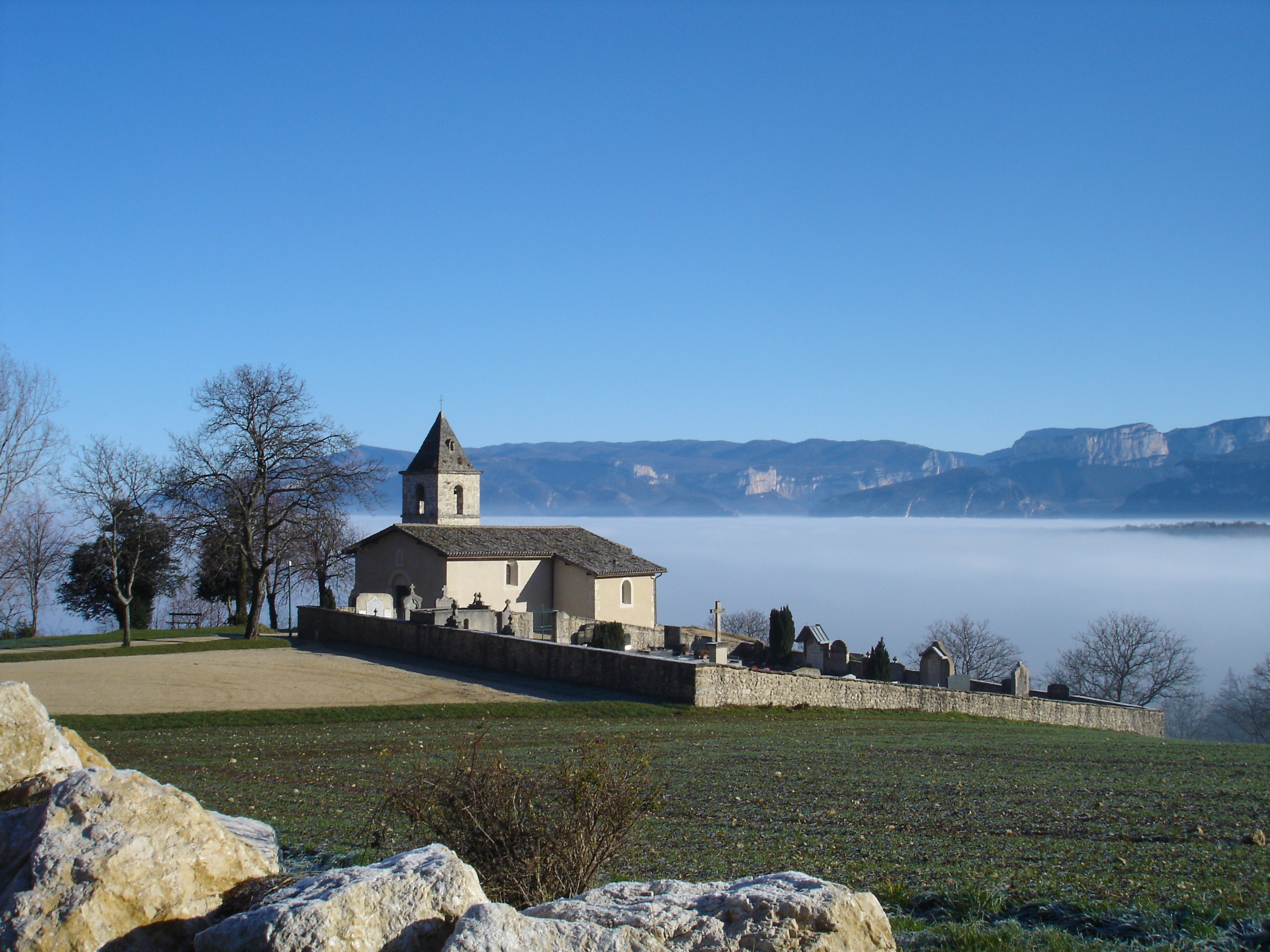
L'église de Rochechinard.
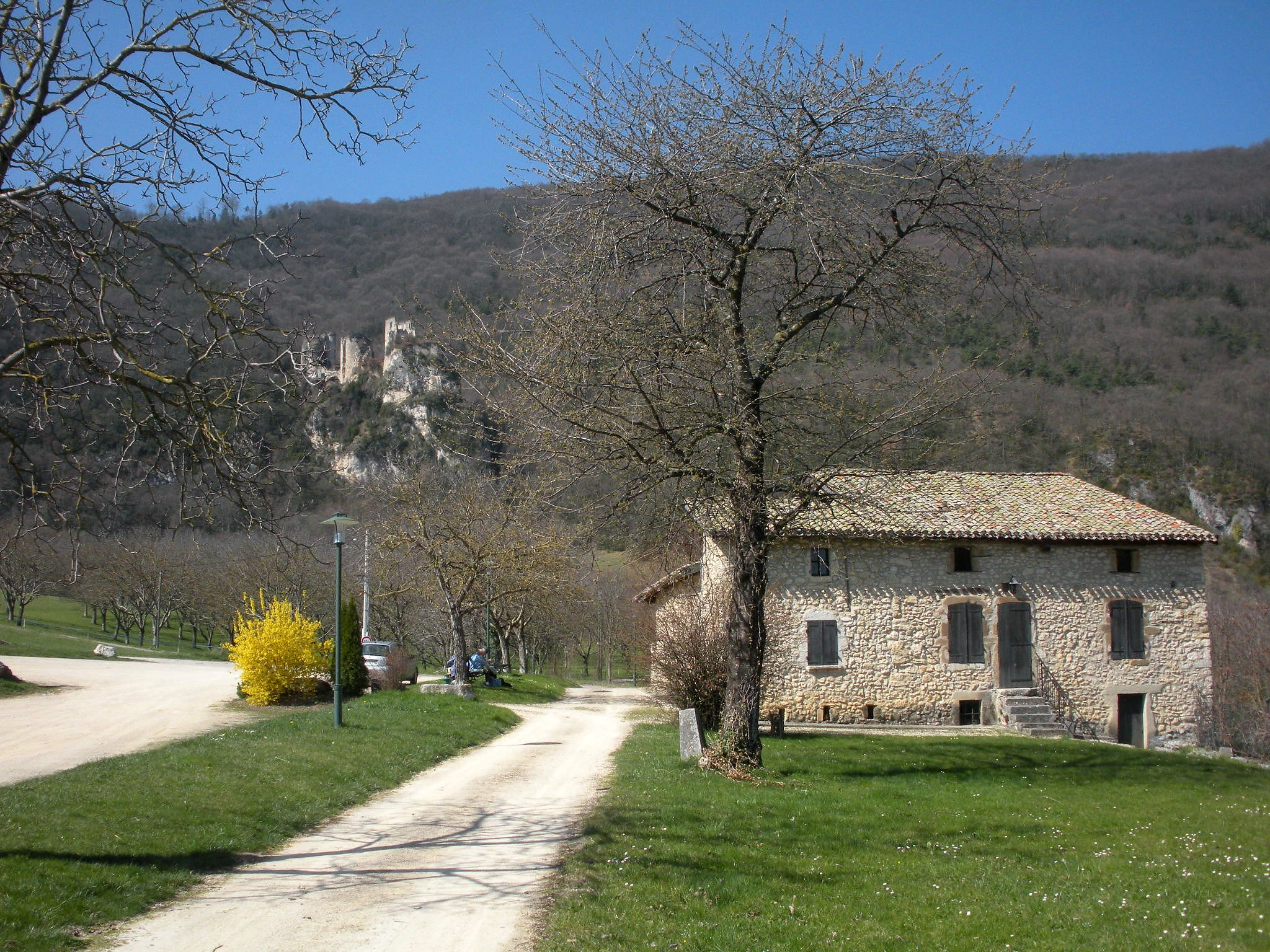
Vue sur l'ancien presbytère.
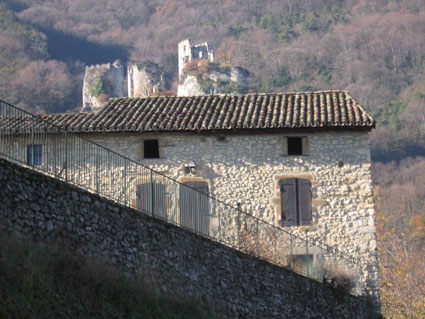
Le musée de Rochechinard.

### Patrimoine culturel
- Association des Amis de Rochechinard[21].
- Musée régionaliste dans l'ancien presbytère (en 1978)[21] (ou 1979[réf. nécessaire]).

Sont présentés dans sept pièces le passé paysan et l'artisanat du Royans, soit plus de 2 000 objets et la reconstitution d'un habitat du XIXe siècle (cuisine, chambre, magnanerie, etc)[réf. nécessaire].
En 2015, le lieu a fait l'objet d'une création de l'artiste catalane Eulàlia Valldosera.

### Patrimoine naturel
- Un aven (quartier les Revols)[1].

Rochechinard est située dans le parc naturel régional du Vercors, au pied du Bégealat et des monts du Matin, en zone ZNIEFF.

### Personnalités liées à la commune
- Le prince turc Djem Sultan dit Zizim.

### Héraldique, logotype et devise
|  | Rochechinard possède des armoiries dont l'origine et le blasonnement exact ne sont pas disponibles. |